# مهدي أباد خان احمد (بابويي)
مهدي أباد خان احمد (بالفارسية: مهدی‌آباد خان‌احمد) هي قرية تقع في إيران في قسم بابويي الريفي. يقدر عدد سكانها بـ 30 نسمة .